# اليهودي العالمي (كتاب)
اليهودي العالمي هي مجموعة مكونة من أربعة مجلدات من الكتيبات أو المنشورات المعادية للسامية، نُشرت ووزعت في أوائل عشرينيات القرن العشرين بواسطة شركة ديربورن للنشر، وهي دار نشر يمتلكها الصناعي الأمريكي وصانع السيارات هنري فورد. كانت الكتيبات عبارة عن مجموعة من المقالات التي نُشرت في الأصل على شكل سلسلة في صحيفةديربورن اندبندنت التابعة لفورد، وابتدأت بسلسلة "اليهودي العالمي: معضلة الأمم"، التي نُشرت في الثاني والعشرين من مايو عام 1920.

## الجذور التاريخية والخلفيات السياقية
في مطلع عام 1920، كانت صحيفة هنري فورد الشخصية، "ديربورن اندبندنت"، تعاني من تراجع في عدد المشتركين وتكبدت خسائر مالية كبيرة. وفي ظل هذه الأزمة، بدأ فورد وأمينه الشخصي، إرنست جي. ليبولد، مناقشة فكرة نشر سلسلة من المقالات حول "المسألة اليهودية". وقد زعم ليبولد أنه هو من ابتكر عنوان "اليهودي العالمي"، لكنه استعان بـ "القاموس المتنقل" ويليام جي. كاميرون ليقوم بمعظم عملية الكتابة. وعلى مدار 91 إصدارًا، قدمت الصحيفة الأسبوعية طيفًا من الجدلات والزعائم على وجود شر مستطير خلف نفوذ يهودي ما.

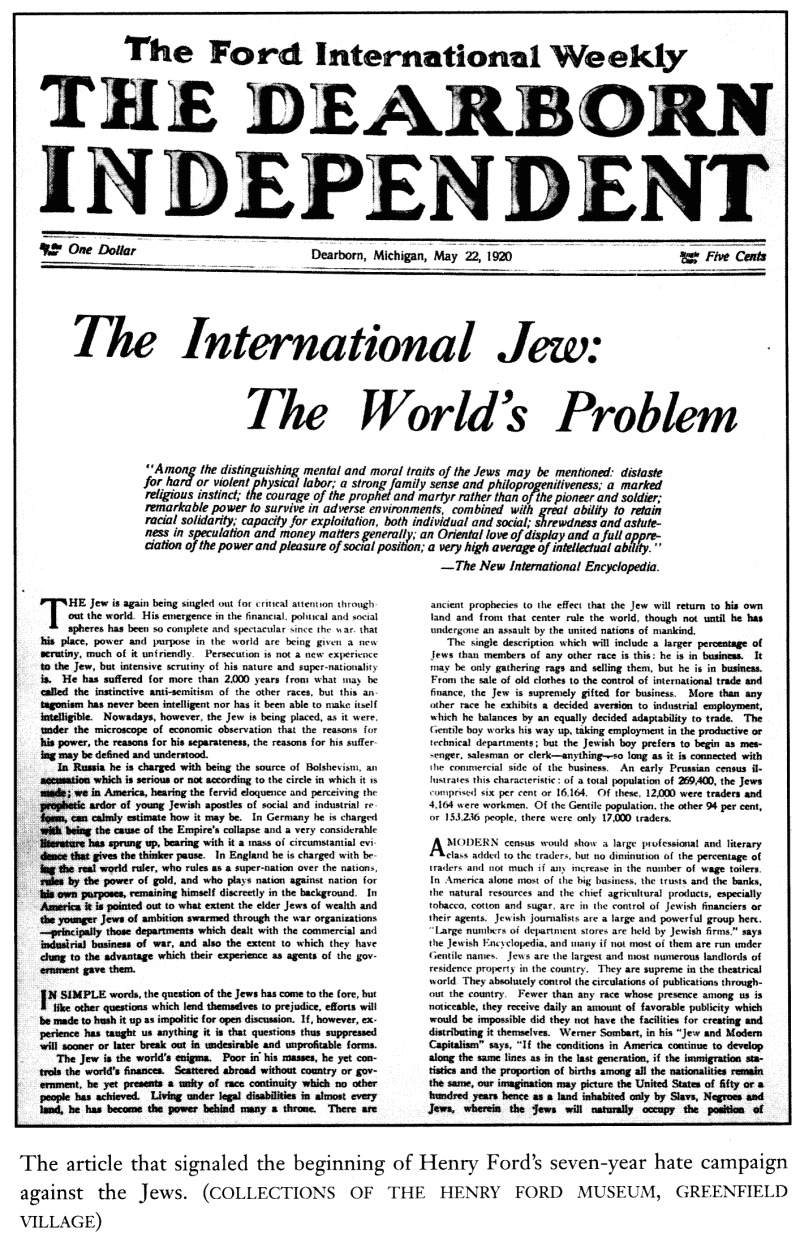
اليهودي العالمي: معضلة الأمم - مقالات سنة 1920 في صحيفة ديربورن اندبندنت

في أبريل من عام 1920، قدم المحرر إي. جي. بيب استقالته من صحيفة "ديربورن المستقلة"، معبّرًا عن رفضه الشخصي للتوجه الجديد لنشر مقالات عن "المسألة اليهودية"، والتي بدأت بالظهور في مايو من العام نفسه. وبعد مغادرة بيب، تولّى ويليام جاي. كاميرون مسؤولية التحرير. وعلى الرغم من أن هنري فورد لم يشارك في كتابة المقالات بشكل مباشر، إلا أنه كان ينقل وجهات نظره وأفكاره الشفهية إلى كاميرون وإرنست جي ليبولد. وقد كانت مهمة كاميرون تتمثل في صياغة تلك الآراء في شكل مقالات، بينما انشغل ليبولد بجمع المزيد من المواد والمعلومات لدعم تلك الأفكار. في خضم سعي لإحياء الصحيفة التي كانت تعاني حينها، دون أن يكون واضحًا حجم انخراط فورد الشخصي في التفاصيل التحريرية.

## دعوى قضائية بتهمة التشهير

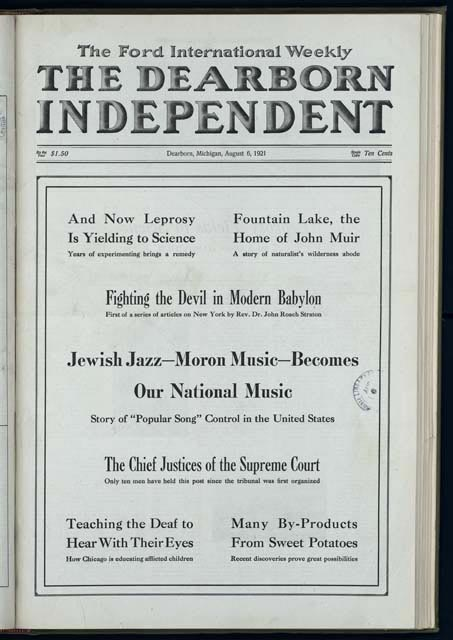
الجاز اليهودي - موسيقى الحمقى التي غزت أنغام الوطن! (المجلد الثالث) - 6 أغسطس 1921

بعد نشر مقال في صحيفة "ديربورن إنديبندت" يزعم وجود تأثير لليهود على البنوك في نيويورك، والتي قيل إنها تسببت في ضغوط مالية على مزارعي القطن في تكساس، قام المحامي آرون سابيرو، المعروف بنشاطه في تنظيم التعاونيات الزراعية اليهودية، برفع دعوى قضائية بتهمة التشهير الغير قانوني ضد هنري فورد وشركة ديربورن للنشر.
أثناء المحاكمة، أوضح ويليام جاي. كاميرون، محرر صفحة 'Own Page' في صحيفة فورد، أن فورد لم يكن متورطًا بشكل مباشر في كتابة المقالات، حتى وإن نُشرت تحت اسمه. وأكد كاميرون أن محتوى المقالات لم يُناقش مع فورد ولم يُرسل إليه للحصول على موافقته. ومع ذلك، طرح الصحفي الاستقصائي ماكس والاس تساؤلات حول دقة هذه الرواية، مشيرًا إلى شهادة جيمس إم. ميلر، الموظف السابق في صحيفة 'ديربورن المستقلة'، الذي أفاد بأن فورد ربما كان لديه اهتمام بالكشف عن تصرفات آرون سابيرو.
وفقًا لما ذكره عالم السياسة مايكل باركون، أُثيرت شكوك حول إمكانية أن يكون كاميرون قد استمر في نشر مواد مثيرة للجدل دون أي توجيهات واضحة من فورد، خاصة بين أولئك الذين كانوا على دراية بعلاقتهما المهنية. وأشارت السيدة ستانلي روديمان، المقربة من عائلة فورد، إلى اعتقادها بأن السيد كاميرون نادرًا ما كان ينشر شيئًا دون الحصول على موافقة مسبقة من فورد. ومع ذلك، يبقى مدى استقلالية قرارات كاميرون التحريرية موضوعًا مفتوحًا للنقاش، في ظل تعقيدات العلاقة بين الناشر والمحرر.
في نهاية المطاف، أدت دعوى التشهير إلى إصدار هنري فورد تراجعًا واعتذارًا علنيًا، حيث أوضح أنه لم يكن على دراية بطبيعة التصريحات التي نُشرت في صحيفة 'ديربورن المستقلة' أو في الكتيبات اللاحقة. وأعرب عن 'صدمته' بمحتوى تلك المواد، مشيرًا إلى أن ما ورد فيها لم يكن يعكس نواياه أو رؤيته الشخصية. قرر هنري فورد إنهاء إصدار صحيفة 'ديربورن المستقلة' في 31 ديسمبر 1927، بعد سنوات من النشر الذي أثار جدلاً واسعًا.(ص.255)

## تأثير النازيون في ألمانيا
في 1922، تُرجم كتاب هنري فورد 'اليهودي العالمي' إلى الألمانية، حيث نسب إلى بالدور فون شيراخ، قائد النازية الشبابية، قوله إن الكتاب ألهمه بمعاداة السامية. رأى شيراخ في فورد رمزًا للنجاح وممثلًا للسياسة التقدمية في ألمانيا الفقيرة. في 'كفاحي'، أشاد أدولف هتلر بفورد ووصفه بـ'رجل عظيم منفرد'. زُعم أيضًا أن هتلر احتفظ بنسخ من الكتاب وصورة لفورد في مكتبه بميونيخ، مما أثار جدلًا حول تأثير فورد الفعلي مقابل استغلال النازيين لاسمه ورمزيته.

## تجميع المقالات
- المجلد الأول: اليهودي العالمي: المعضلة الكبرى للعالم (1920)

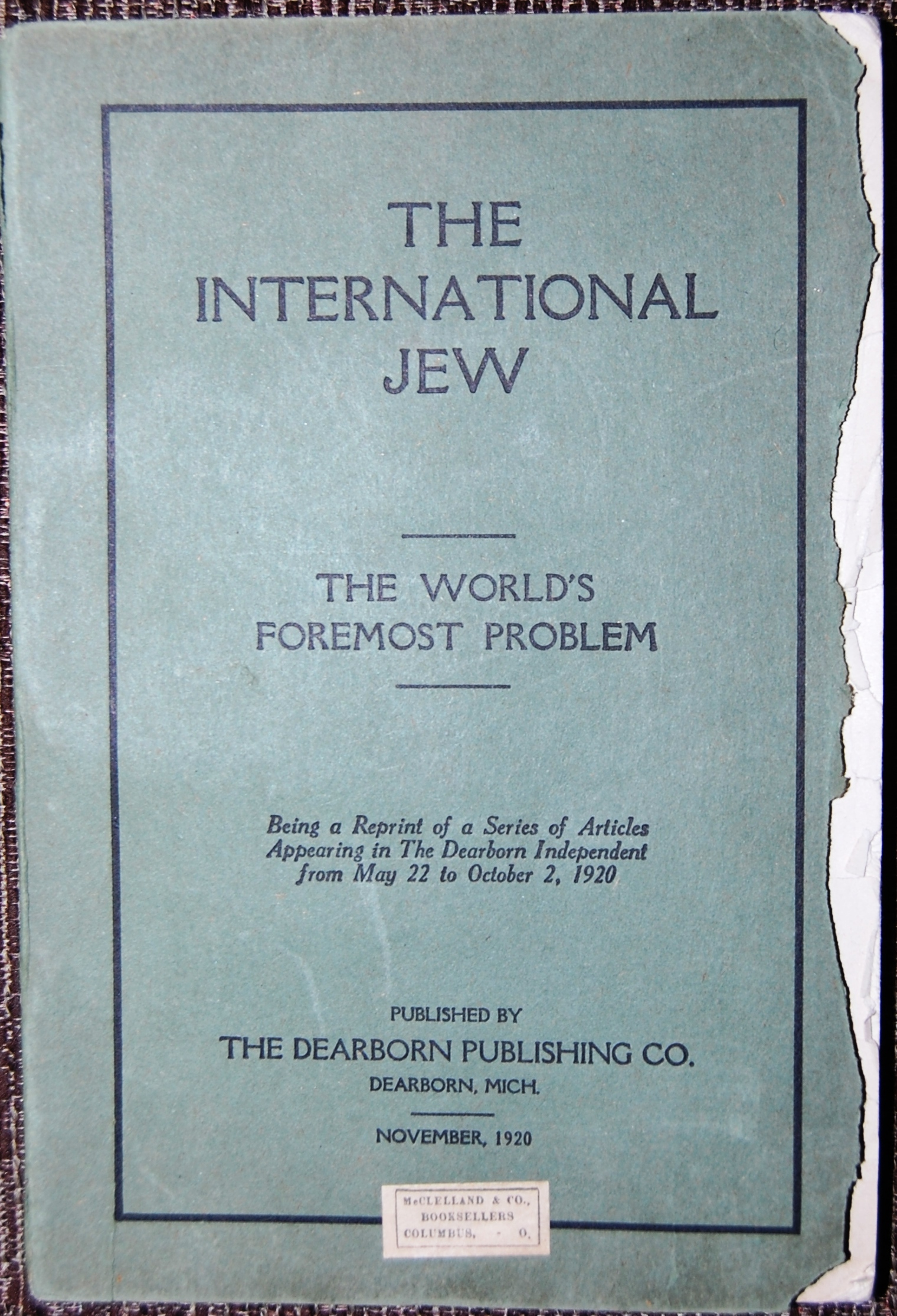
المجلد الأول: اليهودي العالمي: المعضلة الكبرى للعالم (1920) الإصدار الأول

1. اليهودي في الشخصية والتجارة يتناول كيف تُلقي السمات والأنشطة التجارية اليهودية بظلالها على العلاقات المجتمعية والاقتصادية.
2. ردة فعل ألمانيا ضد اليهود يوثق صعود مشاعر المقاومة والعداء في ألمانيا، وتحولها إلى تيار يقلب التوازن الاجتماعي.
3. التاريخ اليهودي في الولايات المتحدة يكشف النقاب عن أوجه التأثير اليهودي في تاريخ البلاد، وتأثيراته السرية والمعلنة.
4. المسألة اليهودية—حقيقة أم وهم؟ يستقصي الجذور الحقيقية لهذه القضية التي تثير القلق والتوتر.
5. معاداة السامية—هل ستظهر في الولايات المتحدة؟ سؤال يحذر من زعزعة التماسك الوطني أمام هذه الظاهرة.
6. المسألة اليهودية تخترق المجلات يشير إلى تسرب النقاشات الساخنة إلى وسائل الإعلام.
7. آرثر بريسبين يقفز لنصرة اليهودية يلقي الضوء على الدعم الذي تلقته القضية اليهودية من شخصيات مؤثرة. هل توجد خطة يهودية عالمية محددة؟ تساؤل يثير الرعب بشأن احتمالية وجود تنظيم سري يعمل في الخفاء.
8. الأساس التاريخي للإمبريالية اليهودية يرسم أبعادًا مخيفة للنفوذ التاريخي وتأثيره على السلطة. مقدمة لـ"بروتوكولات اليهود" فتح ملف الوثائق التي زعمت كشف خططهم الخفية.
9. تقييم اليهود للطبيعة البشرية للآخرين تحليل يكشف طرق النظر اليهودية للآخرين ودورها في تفكيك الروابط الاجتماعية.
10. "البروتوكولات اليهودية" تدّعي تحقيقًا جزئيًا يدعو للريبة حول التنفيذ التدريجي لهذه الخطط.
11. خطة يهودية لتقسيم المجتمع عبر "الأفكار" رؤية تزرع الخوف من انهيار القيم الموحدة للمجتمعات.
12. هل توقع اليهود الحرب العالمية؟ اتهام مثير بالضلوع في التخطيط لكارثة عالمية.
13. هل "القهل" اليهودي هو "السوفييت" الحديث؟ مقارنة تثير الجدل حول التشابه بين الأيديولوجيات.
14. كيف تمس "المسألة اليهودية" قطاع الزراعة؟ يناقش الخطر المزعوم لسياساتهم على معيشة المزارعين.
15. هل تسيطر القوة اليهودية على الصحافة العالمية؟ سؤال يعمق الشكوك حول الإعلام كأداة للهيمنة.
16. هل يفسر هذا القوة السياسية اليهودية؟ محاولة ربط بين النفوذ الإعلامي والسياسي.
17. البصمة اليهودية في "روسيا الحمراء" تحقيق في الروابط بين اليهود والبلاشفة.
18. شهادة يهودية لصالح البلشفية وثائق تعزز الشكوك بشأن دعمهم للنظام الماركسي الجديد.

- "الأنشطة اليهودية في الولايات المتحدة: تساؤلات وتأثيرات (المجلد الثاني) – أبريل 1921"

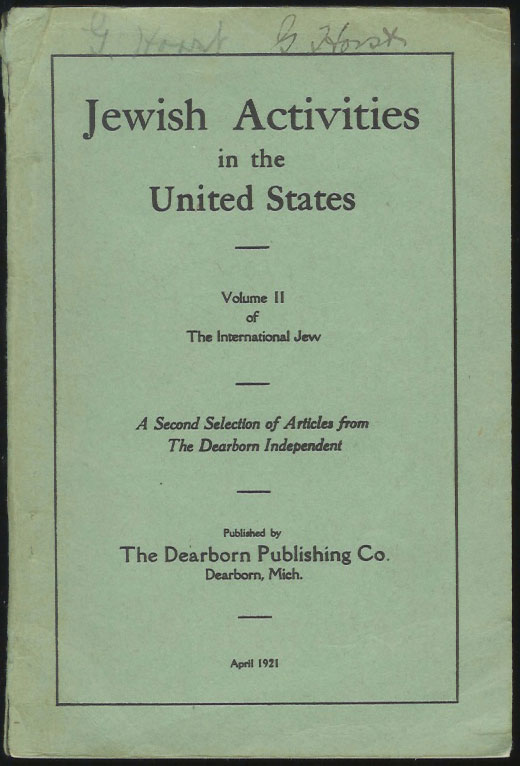
"الأنشطة اليهودية في الولايات المتحدة: تساؤلات وتأثيرات (المجلد الثاني) – أبريل 1921"

1. "كيف يُخفي اليهود في الولايات المتحدة قوتهم: تحليل لأساليب التخفي والسرية في إبراز النفوذ.
2. شهادة يهودية: هل اليهود أمة؟: جدل حول الهوية الوطنية لليهود.
3. اليهودي مقابل غير اليهودي في مالية نيويورك: رؤية لصراع النفوذ في القطاع المالي.
4. قوة المال اليهودي: من القمة إلى القاع: تأثير المال في بناء القوة الاقتصادية.
5. 'ديزرائيلي أمريكا'—يهودي بقوة خارقة: إشارة لشخصية بارزة تعكس الهيمنة.
6. نطاق الديكتاتورية اليهودية في الولايات المتحدة: توسع النفوذ وطرق السيطرة.
7. ملوك النحاس اليهود يجمعون أرباح الحرب: ربط بين التجارة اليهودية ومكاسب الحروب.
8. السيطرة اليهودية على المسرح الأمريكي: تأثير مباشر على الفنون التمثيلية.
9. نشوء أول اتحاد يهودي للمسرح: محاولة لتوحيد الصناعة لصالحهم.
10. كيف استفاد اليهود من احتجاج ضدهم؟: استغلال الأحداث لتحقيق مكاسب.
11. المشكلة اليهودية في صناعة السينما: تساؤلات حول سيطرة اليهود على الأفلام.
12. الهيمنة اليهودية على عالم السينما: صورة مفصلة لنفوذهم في الإنتاج السينمائي.
13. قبضة "كهال" اليهود على نيويورك: هيمنة منظمة تغزو مراكز القرار.
14. المطالبة اليهودية بـ'الحقوق' في أمريكا: تصعيد المطالب وتأثيرها على الحقوق العامة.
15. تصادم "الحقوق اليهودية" مع الحقوق الأمريكية: تعارض المصالح بين المجموعات المختلفة.
16. 'حقوق اليهود' لإخراج الدراسات من المدارس: محاولات لتغيير المناهج التعليمية.
17. دزرائيلي—رئيس وزراء بريطانيا، يرسم صورة اليهود: دراسة لأعماله وتأثيرها.
18. كيف حاول تافت مقاومة اليهود وفشل: محاولة لتحدي النفوذ اليهودي باءت بالفشل.
19. عندما كانت الصحافة مستقلة عن اليهود: لمحات من استقلالية التحرير قبل السيطرة.
20. لماذا يرفض اليهود تقرير مورغنثاو؟: انتقاد لتقرير سياسي يتناول قضايا يهودية.
21. اليهود يستغلون مؤتمر السلام للسيطرة على بولندا: دور خفي في القرارات السياسية الدولية.
22. الوضع الراهن للمسألة اليهودية: نظرة شاملة على التطورات الحديثة."

- "المجلد الثالث: النفوذ اليهودي في الحياة الأمريكية (1921)

1. "اليهود وصيحة "الاضطهاد الديني": فحص لدوافع الادعاءات حول الاضطهاد الديني.
2. هل اليهود ضحايا أم مضطهِدون؟: تحليل لدورهم في النزاعات الاجتماعية.
3. المقامرون اليهود يفسدون رياضة البيسبول الأمريكية: دراسة لاتهامات فساد اللعبة الشعبية.
4. تدهور رياضة البيسبول بسبب النفوذ اليهودي: تأثير مباشر على الأخلاق الرياضية.
5. الجاز اليهودي يصبح موسيقانا الوطنية:تساؤل عن الأثر الثقافي للموسيقى اليهودية.
6. كيف يجعلك اتحاد الأغاني اليهودي تغني: سيطرة على الذوق الموسيقي الشعبي.
7. البؤر الساخنة للبلاشفة اليهود في الولايات المتحدة: اتهامات بصلات مع الأيديولوجيات الثورية.
8. تجارة اليهود وروابطهم بالثوريين العالميين: إشارة إلى دورهم المزعوم في التحركات الدولية.
9. هل سيؤدي الصهيوني اليهودي إلى معركة هرمجدون؟: رؤية تنذر بتحول عالمي كارثي.
10. كيف يستخدم اليهود القوة—شهادة شاهد عيان: نقل تجربة شخصية عن نفوذهم.
11. كيف حكم اليهود وأفسدوا "تاماني هول": إلقاء الضوء على سيطرتهم على المنظمة السياسية.
12. اليهود يتحكمون بدمى تاماني من غير اليهود: نظرة إلى النفوذ الخفي في السياسة.
13. قائد بني بريث يناقش دور اليهود: تصريحات من داخل الدوائر اليهودية.
14. الدكتور ليفي، يهودي يعترف بأخطاء قومه: مراجعة ذاتية من شخصية بارزة.
15. الفكرة اليهودية في الشؤون المالية الأمريكية: دور الأفكار اليهودية في تشكيل النظام الاقتصادي.
16. الفكرة اليهودية وراء خطة الاحتياطي الفيدرالي: رؤية توضح التأثير على السياسة النقدية.
17. الفكرة اليهودية لإنشاء بنك مركزي لأمريكا: مشروع لتشكيل نظام مالي موحد.
18. كيف تعمل المالية الدولية اليهودية: تحليل للشبكات المالية العابرة للحدود.
19. النفوذ اليهودي ومجاعة المال في أمريكا: رؤية إلى دورهم في الأزمات الاقتصادية."

- المجلد الرابع: أوجه النفوذ اليهودي في الولايات المتحدة (1922)

1. "كيف سيطر اليهود على تجارة الكحول في أمريكا":تحليل لدورهم المزعوم في تنظيم تجارة المشروبات.
2. "احتكار الكحول اليهودي العملاق ومسيرته": دراسة لتأثيرهم على السوق الممنوع.
3. "العنصر اليهودي في شرّ التهريب": اتهامات بتورطهم في تجارة الكحول غير القانونية.
4. "زوايا النفوذ اليهودي في الحياة الأمريكية": استكشاف لتأثيرهم في مجالات متعددة.
5. "شكوى اليهود من 'النضال الوطني الأمريكي'": نظرة على التوتر بين الهويات الثقافية.
6. "شركاء اليهود مع بينديكت أرنولد": كشف العلاقات المثيرة للجدل خلال الثورة الأمريكية.
7. "بينديكت أرنولد والمساعدة اليهودية في الصفقات المشبوهة": إشارة إلى دورهم في خططه المعقدة.
8. "أرنولد ومساعدوه اليهود في ويست بوينت": تفاصيل حول علاقاته في المؤسسة العسكرية.
9. "الفن اللطيف في تغيير الأسماء اليهودية": رؤية لكيفية تعاملهم مع هوياتهم.
10. "شرح 'كل نيدري' و'إيلي إيلي' اليهودية": تفسير للمفاهيم الدينية اليهودية وتأثيرها.
11. "اليهود كما يراهم القضاة في نيويورك": نظرة قضائية على الجالية اليهودية.
12. "صمت اليهود وصوت الأمة يسمع": تناقض بين تأثيرهم وردة الفعل الوطنية.
13. "ما حاول اليهود تحقيقه عندما امتلكوا القوة": استعراض تاريخي لدورهم السياسي.
14. "المسألة اليهودية في الشهادات المعاصرة": توثيق لآراء معاصرة حول القضية.
15. "لغز اليهود في أمريكا—لويس مارشال": شخصية بارزة ودورها في النقاش العام.
16. "الخطط الاقتصادية لليهود الدوليين": إشارة إلى دورهم في التخطيط المالي العالمي.
17. "يهودي يرى شعبه كما يراه الآخرون": تحليل ذاتي من منظور داخلي.
18. "خطاب صريح إلى اليهود حول المسألة اليهودية": دعوة للتفكير في حل القضايا المثارة.
19. "خطاب إلى 'غير اليهود' حول المسألة اليهودية": محاولة لتوضيح الأمور للآخرين.

## إصدار مختصر من العمل نُشر في عام 1949
في يونيو من عام 1949، أُخرجت نسخة مختصرة من النص في مجلد واحد، عدد صفحاته مئة وأربع وسبعون، تحت عنوان 'اليهودي العالمي'، وعنوانه الفرعي 'المشكلة الكبرى للعالم'. وقد تولّى تحرير هذه النسخة جورج ف. غرين، الذي كان محررًا لمنشور يُعرف بـ'الوطني المستقل' في بريطانيا وهي تميل الى العصبية البريطانية القومية. وبيعت هذه النسخة في الولايات المتحدة من خلال منظمة تُدعى 'الحملة الصليبية القومية المسيحية'.

## أنظر أيضا
- معاداة السامية في الولايات المتحدة الأمريكية
- النظام العالمي الجديد (نظرية المؤامرة)
- نظرية مؤامرة حكومة الاحتلال الصهيوني

## قائمة المراجع
1. ↑  Baldwin، Neil (2001). Henry Ford and the Jews: The Mass Production of Hate. PublicAffairs. ISBN:978-1-891620-52-2. مؤرشف من الأصل في 2024-12-05. اطلع عليه بتاريخ 2021-02-25.
2. 1 2  "Nuremberg Trial Proceedings". Avalon Project. 23 مايو 1946. ص. 368. مؤرشف من الأصل في 2025-01-14. اطلع عليه بتاريخ 2021-05-06.
3. ↑  Carlson، John Roy (1951). Cairo to Damascus. ألفريد كنوبف. ص. 37. مؤرشف من الأصل في 2023-07-08. اطلع عليه بتاريخ 2021-05-06.. This George F. Green seems not to be the same person G. F. Green (George Frederick Green), a British fiction writer.
4. ↑  Macklin، Graham (2007). Very Deeply Dyed in Back: Sir Oswald Mosley and the Resurrection of British Fascism After 1945. London: أي بي توريس. ص. 106. ISBN:978-1-84511-284-4. مؤرشف من الأصل في 2023-07-08. اطلع عليه بتاريخ 2021-05-06. This Independent Nationalist is not the same as the Irish political title "Independent Nationalist".
5. 1 2  Glassman، Bernard (2003). Benjamin Disraeli: The Fabricated Jew in Myth and Memory. University Press of America. ص. 189. ISBN:978-0-7618-2540-1. مؤرشف من الأصل في 2023-07-08. اطلع عليه بتاريخ 2021-05-06.